# Llista de monuments de Calafell
Llista de monuments de Calafell inclosos en l'Inventari del Patrimoni Arquitectònic Català per al municipi de Calafell (Baix Penedès). Inclou els inscrits en el Registre de Béns Culturals d'Interès Nacional (BCIN) amb la classificació de monuments històrics i els Béns Culturals d'Interès Local (BCIL) de caràcter arquitectònic.
| Monument                                             | Protecció   | Estil/època                              | Localització                                                                            | Coordenades                                          | Codi?         | Imatge |
| ---------------------------------------------------- | ----------- | ---------------------------------------- | --------------------------------------------------------------------------------------- | ---------------------------------------------------- | ------------- | --- |
| Castell i església de la Santa Creu de Calafell      | BCIN 314-MH | Romànic XI, XII-XIV, XVIII               | Calafell Turó del Castell                                                               | 41° 12′ 06″ N, 1° 34′ 06″ E / 41.20155°N,1.568314°E  | RI-51-0006601 | Castell de la Santa Creu de Calafell · Vegeu més fotos d'aquest monument · Carregueu una nova foto d'aquest monument                           |
| Casa Vella de Segur                                  | BCIN 573-MH | XIII, XVII                               | Calafell Enderrocada                                                                    |                                                      | RI-51-0006602 | Carregueu una nova foto d'aquest monument |
| Torre d'en Viola, Casalot d'en Viola, Mas d'en Vives | BCIN 574-MH | Obra popular XVII                        | Calafell Sobre un turó a la cara nord de la Muntanya del Comú                           | 41° 11′ 48″ N, 1° 34′ 54″ E / 41.19673°N,1.581755°E  | RI-51-0006603 | Torre d'en Viola (Calafell) · Vegeu més fotos d'aquest monument · Carregueu una nova foto d'aquest monument                                    |
| La Talaia de Calafell                                | BCIN 799-MH | Obra popular XV-XVIII                    | Calafell Dalt del turó de la Talaia                                                     | 41° 11′ 58″ N, 1° 35′ 27″ E / 41.199319°N,1.59095°E  | RI-51-0006604 | Carregueu una nova foto d'aquest monument |
| Església parroquial de la Santa Creu                 | BCIL 1982   | Neoclassicisme XIX                       | Calafell Pl. de Catalunya, 23                                                           | 41° 12′ 03″ N, 1° 34′ 08″ E / 41.200712°N,1.568905°E | IPA-5325      | Església parroquial de la Santa Creu (Calafell) · Vegeu més fotos d'aquest monument · Carregueu una nova foto d'aquest monument                |
| Ajuntament                                           | BCIL 2011   | Eclecticisme XIX                         | Calafell Pl. de Catalunya, 1                                                            | 41° 12′ 03″ N, 1° 34′ 07″ E / 41.200958°N,1.568711°E | IPA-5326      | Ajuntament (Calafell) · Vegeu més fotos d'aquest monument · Carregueu una nova foto d'aquest monument                                          |
| Cal Rion                                             | BCIL 2011   | Obra popular XVIII                       | Calafell C. Principal, 40                                                               | 41° 11′ 59″ N, 1° 34′ 08″ E / 41.199783°N,1.56876°E  | IPA-5327      | Cal Rion (Calafell) · Vegeu més fotos d'aquest monument · Carregueu una nova foto d'aquest monument                                            |
| Cal Perico                                           | BCIL 2011   | Eclecticisme XIX Final                   | Calafell C. Principal, 42                                                               | 41° 11′ 58″ N, 1° 34′ 08″ E / 41.199549°N,1.568867°E | IPA-5328      | Cal Perico (Calafell) · Vegeu més fotos d'aquest monument · Carregueu una nova foto d'aquest monument                                          |
| Mas Vilarenc                                         | BCIL 2011   | Obra popular                             | Calafell Pg. de la Unió - av. del Vilarenc, Calafell Platja                             | 41° 11′ 33″ N, 1° 34′ 11″ E / 41.192392°N,1.569656°E | IPA-5330      | Mas Vilarenc (Calafell) · Vegeu més fotos d'aquest monument · Carregueu una nova foto d'aquest monument                                        |
| L'Hostal                                             | BCIL 2011   | Obra popular, historicisme XIX-XX        | Calafell Ctra. del Sanatori, 1-3, Calafell Platja                                       | 41° 11′ 28″ N, 1° 34′ 23″ E / 41.191038°N,1.57315°E  | IPA-5332      | L'Hostal (Calafell) · Vegeu més fotos d'aquest monument · Carregueu una nova foto d'aquest monument                                            |
| Masia de la Sínia                                    | BCIL 2011   | Obra popular XIX-XX                      | Calafell C. Masia de la Sínia, Calafell Platja                                          | 41° 11′ 34″ N, 1° 34′ 04″ E / 41.192776°N,1.567869°E | IPA-5334      | Masia de la Sínia (Calafell) · Vegeu més fotos d'aquest monument · Carregueu una nova foto d'aquest monument                                   |
| Església de Sant Pere Pescador                       | BCIL 2011   | Obra popular XX                          | Calafell C. Montserrat, 44, Calafell Platja                                             | 41° 11′ 20″ N, 1° 34′ 20″ E / 41.188761°N,1.572324°E | IPA-5335      | Església de Sant Pere Pescador (Calafell) · Vegeu més fotos d'aquest monument · Carregueu una nova foto d'aquest monument                      |
| Botiga de pescadors 1                                | BCIL 2011   | Obra popular XVIII                       | Calafell Av. Sant Joan de Déu, 3. Calafell Platja                                       | 41° 11′ 11″ N, 1° 34′ 03″ E / 41.186498°N,1.567448°E | IPA-5336      | Botiga de pescadors 1 (Calafell) · Vegeu més fotos d'aquest monument · Carregueu una nova foto d'aquest monument                               |
| Església de l'Assumpció                              | BCIL 2011   | Darreres tendències XX                   | Calafell C. de l'Olivera, Segur de Calafell                                             | 41° 11′ 37″ N, 1° 36′ 11″ E / 41.193624°N,1.602931°E | IPA-5338      | Església de l'Assumpció (Calafell) · Vegeu més fotos d'aquest monument · Carregueu una nova foto d'aquest monument                             |
| Ermita de Sant Miquel de Segur                       | BCIL 1982   | Romànic XI-XII                           | Calafell Segur de Calafell                                                              | 41° 11′ 42″ N, 1° 36′ 33″ E / 41.195121°N,1.609132°E | IPA-5339      | Ermita de Sant Miquel de Segur (Calafell) · Vegeu més fotos d'aquest monument · Carregueu una nova foto d'aquest monument                      |
| Mas de l'Espasa                                      | BCIL 2011   | Obra popular XVIII                       | Calafell                                                                                | 41° 12′ 42″ N, 1° 35′ 13″ E / 41.211558°N,1.586827°E | IPA-5340      | Carregueu una nova foto d'aquest monument |
| Masia de la Graiera                                  |             | Obra popular XI, XVII-XVIII              | Calafell Enderrocada                                                                    |                                                      | IPA-5341      | Carregueu una nova foto d'aquest monument |
| Mas Romeu                                            | BCIL 2011   | Obra popular XVIII                       | Calafell C. de Ferran Sor, 81. Urb. Mas Romeu, Montpaó                                  | 41° 13′ 14″ N, 1° 35′ 30″ E / 41.22066°N,1.591768°E  | IPA-5342      | Mas Romeu (Calafell) · Modifica el valor a Wikidata · Carregueu una nova foto d'aquest monument                                                |
| Montpaó                                              | BCIL 2011   | Obra popular XI-XX                       | Calafell Desviament del carrer de l'Alp                                                 | 41° 13′ 26″ N, 1° 35′ 39″ E / 41.223955°N,1.594160°E | IPA-5343      | Carregueu una nova foto d'aquest monument |
| Casa Carlos Barral                                   | BCIL 1999   | Obra popular XVIII                       | Calafell Av. Sant Joan de Déu, 18                                                       | 41° 11′ 12″ N, 1° 34′ 07″ E / 41.18666°N,1.568475°E  | IPA-18063     | Casa Carlos Barral (Calafell) · Vegeu més fotos d'aquest monument · Carregueu una nova foto d'aquest monument                                  |
| Cal Bolavà                                           | BCIL 2011   | Obra popular XIX Final                   | Calafell Pl. de les Eres - av. de la Generalitat, 1-3                                   | 41° 11′ 51″ N, 1° 34′ 18″ E / 41.197559°N,1.571555°E | IPA-37396     | Cal Bolavà (Calafell) · Vegeu més fotos d'aquest monument · Carregueu una nova foto d'aquest monument                                          |
| Antiga Casa del Comú                                 | BCIL 2011   | Obra popular XVIII                       | Calafell Pl. de la Constitució, 6 B                                                     | 41° 12′ 06″ N, 1° 34′ 10″ E / 41.201607°N,1.569393°E | IPA-37405     | Antiga Casa del Comú (Calafell) · Vegeu més fotos d'aquest monument · Carregueu una nova foto d'aquest monument                                |
| Barraques de pedra seca de Calafell                  |             | XVIII-XIX                                | Calafell Interior rural del municipi                                                    | 41° 12′ 36″ N, 1° 34′ 49″ E / 41.210099°N,1.580358°E | IPA-37423     | Barraques de pedra seca de Calafell · Modifica el valor a Wikidata · Carregueu una nova foto d'aquest monument                                 |
| Centre històric                                      | BCIL 1982   | Obra popular XI-XX                       | Calafell                                                                                | 41° 12′ 06″ N, 1° 34′ 08″ E / 41.201612°N,1.56899°E  | IPA-37617     | Centre històric (Calafell) · Vegeu més fotos d'aquest monument · Carregueu una nova foto d'aquest monument                                     |
| Aixopluc del torrent de la Cobertera                 | BCIL 2011   | Obra popular XVIII-XX                    | Calafell Ctra. TV-2126, km 1,4                                                          |                                                      | IPA-41466     | Carregueu una nova foto d'aquest monument |
| Antiga casa de Cal Tallaret                          | BCIL 2011   | Obra popular XVII, XX                    | Calafell C. Major, 11                                                                   | 41° 12′ 06″ N, 1° 34′ 10″ E / 41.201736°N,1.569327°E | IPA-41467     | Antiga casa de Cal Tallaret (Calafell) · Vegeu més fotos d'aquest monument · Carregueu una nova foto d'aquest monument                         |
| Barraca de Cal Miravent                              | BCIL 2011   | Obra popular XVIII-XX                    | Calafell Polígon 3, parcel·la 63, zona del Coscó Vell                                   | 41° 12′ 36″ N, 1° 34′ 49″ E / 41.210099°N,1.580358°E | IPA-41468     | Barraca de Cal Miravent (Calafell) · Modifica el valor a Wikidata · Carregueu una nova foto d'aquest monument                                  |
| Barraca de Cal Trencarroques                         | BCIL 2011   | Obra popular XVIII-XX                    | Calafell Polígon 3, parcel·la 9                                                         | 41° 13′ 51″ N, 1° 36′ 29″ E / 41.230745°N,1.608°E    | IPA-41469     | Barraca de Cal Trencarroques (Calafell) · Vegeu més fotos d'aquest monument · Carregueu una nova foto d'aquest monument                        |
| Barraca de la Coma Farella 1                         | BCIL 2011   | Obra popular XVIII-XX                    | Calafell C. Joaquim Domènech Castell, 26-44 - c. del Cremadell                          | 41° 11′ 53″ N, 1° 35′ 45″ E / 41.19795°N,1.595725°E  | IPA-41470     | Carregueu una nova foto d'aquest monument |
| Barraca de la Coma Farella 2                         | BCIL 2011   | Obra popular XVIII-XX                    | Calafell Polígon 7, parcel·la 14                                                        | 41° 12′ 03″ N, 1° 35′ 41″ E / 41.200779°N,1.594631°E | IPA-41471     | Carregueu una nova foto d'aquest monument |
| Barraca de la Foradada 1                             | BCIL 2011   | Obra popular XVIII-XX                    | Calafell Polígon 4, parcel·la 21                                                        | 41° 13′ 54″ N, 1° 35′ 52″ E / 41.231794°N,1.597763°E | IPA-41472     | Barraca de la Foradada 1 (Calafell) · Vegeu més fotos d'aquest monument · Carregueu una nova foto d'aquest monument                            |
| Barraca de la Foradada 2                             | BCIL 2011   | Obra popular XVIII-XX                    | Calafell Polígon 4, parcel·la 21                                                        | 41° 13′ 55″ N, 1° 35′ 51″ E / 41.232073°N,1.597488°E | IPA-41473     | Carregueu una nova foto d'aquest monument |
| Barraca de la Foradada 3                             | BCIL 2011   | Obra popular XVIII-XX                    | Calafell Polígon 4, parcel·la 21                                                        | 41° 13′ 55″ N, 1° 35′ 51″ E / 41.231983°N,1.597441°E | IPA-41474     | Barraca de la Foradada 3 (Calafell) · Vegeu més fotos d'aquest monument · Carregueu una nova foto d'aquest monument                            |
| Barraca de la Graiera 1                              | BCIL 2011   | Obra popular XVIII-XX                    | Calafell Golf la Graiera                                                                | 41° 13′ 31″ N, 1° 34′ 35″ E / 41.225205°N,1.576422°E | IPA-41475     | Barraca de la Graiera 1 (Calafell) · Vegeu més fotos d'aquest monument · Carregueu una nova foto d'aquest monument                             |
| Barraca de la Graiera 2                              | BCIL 2011   | Obra popular XVIII-XX                    | Calafell Polígon 5, parcel·la 3                                                         | 41° 13′ 10″ N, 1° 34′ 30″ E / 41.219454°N,1.575121°E | IPA-41476     | Carregueu una nova foto d'aquest monument |
| Barraca de la pedrera del Mas de l'Espasa            | BCIL 2011   | Obra popular XVIII-XX                    | Calafell Polígon 9, parcel·la 61                                                        | 41° 12′ 29″ N, 1° 34′ 55″ E / 41.208104°N,1.58189°E  | IPA-41477     | Barraca de la pedrera del Mas de l'Espasa (Calafell) · Modifica el valor a Wikidata · Carregueu una nova foto d'aquest monument                |
| Barraca de la plana de Cal Borrell 1                 | BCIL 2011   | Obra popular XVIII                       | Calafell Plana de la Graiera                                                            | 41° 13′ 20″ N, 1° 35′ 41″ E / 41.222088°N,1.594746°E | IPA-41478     | Carregueu una nova foto d'aquest monument |
| Barraca de la plana de Cal Borrell 2                 | BCIL 2011   | Obra popular XVIII-XX                    | Calafell Plana de la Graiera                                                            |                                                      | IPA-41479     | Carregueu una nova foto d'aquest monument |
| Barraca de la plana de Cal Borrell 3                 | BCIL 2011   | Obra popular XVIII-XX                    | Calafell Plana de la Graiera                                                            |                                                      | IPA-41480     | Carregueu una nova foto d'aquest monument |
| Barraca de la plana de Cal Borrell 4                 | BCIL 2011   | Obra popular XVIII-XX                    | Calafell Plana de la Graiera                                                            |                                                      | IPA-41481     | Carregueu una nova foto d'aquest monument |
| Barraca de la plana de la Graiera 1                  | BCIL 2011   | Obra popular XVIII-XX                    | Calafell Golf la Graiera                                                                |                                                      | IPA-41491     | Carregueu una nova foto d'aquest monument |
| Barraca de la plana de la Graiera 2                  | BCIL 2011   | Obra popular XVIII-XX                    | Calafell Golf la Graiera                                                                |                                                      | IPA-41492     | Carregueu una nova foto d'aquest monument |
| Barraca de la plana de la Graiera 3                  | BCIL 2011   | Obra popular XVIII-XX                    | Calafell Golf la Graiera                                                                |                                                      | IPA-41493     | Carregueu una nova foto d'aquest monument |
| Barraca de la plana de la Graiera 4                  | BCIL 2011   | Obra popular XVIII-XX                    | Calafell Entre el Golf la Graiera i el Pla de la Graiera                                |                                                      | IPA-41494     | Carregueu una nova foto d'aquest monument |
| Barraca de la Rafela                                 | BCIL 2011   | Obra popular XVIII-XX                    | Calafell Polígon 3, parcel·la 43                                                        | 41° 12′ 35″ N, 1° 34′ 23″ E / 41.209729°N,1.573086°E | IPA-41495     | Carregueu una nova foto d'aquest monument |
| Barraca del Mas Romeu                                | BCIL 2011   | Obra popular XVIII-XX                    | Calafell C. Pas Peatonal, 92 - c. Ferran Sor, 51                                        | 41° 12′ 59″ N, 1° 35′ 25″ E / 41.216305°N,1.590241°E | IPA-41496     | Barraca del Mas Romeu (Calafell) · Modifica el valor a Wikidata · Carregueu una nova foto d'aquest monument                                    |
| Barraca del Balandre                                 | BCIL 2011   | Obra popular XVIII-XX                    | Calafell Polígon 3, parcel·la 58                                                        | 41° 13′ 02″ N, 1° 34′ 31″ E / 41.217089°N,1.575265°E | IPA-41497     | Barraca del Balandre (Calafell) · Vegeu més fotos d'aquest monument · Carregueu una nova foto d'aquest monument                                |
| Barraca del camí de la Casa Vella                    | BCIL 2011   | Obra popular XVIII-XX                    | Calafell C. Pas Peatonal, 18 - c. de la Devesa de Girona                                | 41° 13′ 27″ N, 1° 36′ 48″ E / 41.224219°N,1.613469°E | IPA-41498     | Carregueu una nova foto d'aquest monument |
| Barraca del carrer Cau Ferrat                        | BCIL 2011   | Obra popular XVIII-XX                    | Calafell C. del Cau Ferrat, 16                                                          | 41° 12′ 29″ N, 1° 36′ 37″ E / 41.208°N,1.610222°E    | IPA-41499     | Carregueu una nova foto d'aquest monument |
| Barraca del carrer de la Rosa                        | BCIL 2011   | Obra popular XVIII-XX                    | Calafell C. de la Rosa, 132                                                             | 41° 13′ 51″ N, 1° 36′ 02″ E / 41.23091°N,1.60059°E   | IPA-41500     | Barraca del carrer de la Rosa (Calafell) · Vegeu més fotos d'aquest monument · Carregueu una nova foto d'aquest monument                       |
| Barraca del carrer del Cementiri                     | BCIL 2011   | Obra popular XVIII-XX                    | Calafell Polígon 1, parcel·la 56                                                        | 41° 11′ 54″ N, 1° 33′ 45″ E / 41.198284°N,1.562491°E | IPA-41501     | Carregueu una nova foto d'aquest monument |
| Barraca del Fondo Blau                               | BCIL 2011   | Obra popular XVIII-XX                    | Calafell Polígon 4, parcel·la 10                                                        | 41° 13′ 57″ N, 1° 35′ 55″ E / 41.232616°N,1.598685°E | IPA-41502     | Carregueu una nova foto d'aquest monument |
| Barraca del Fondo de Camalleó                        | BCIL 2011   | Obra popular XVIII-XX                    | Calafell Polígon 6, parcel·la 8                                                         | 41° 13′ 52″ N, 1° 36′ 33″ E / 41.231017°N,1.609302°E | IPA-41503     | Barraca del Fondo de Camalleó (Calafell) · Vegeu més fotos d'aquest monument · Carregueu una nova foto d'aquest monument                       |
| Barraca del Fondo de la Casa Vella                   | BCIL 2011   | Obra popular XVIII-XX                    | Calafell Al sud de la serra del Mig, al nord de l'autopista C-32                        |                                                      | IPA-41504     | Carregueu una nova foto d'aquest monument |
| Barraca del Fondo de la Graiera                      | BCIL 2011   | Obra popular XVIII-XX                    | Calafell Golf la Graiera                                                                | 41° 13′ 42″ N, 1° 34′ 38″ E / 41.228389°N,1.57732°E  | IPA-41505     | Carregueu una nova foto d'aquest monument |
| Barraca del Fondo de Montpaó                         | BCIL 2011   | Obra popular XVIII-XX                    | Calafell Polígon 6, parcel·la 11                                                        | 41° 13′ 44″ N, 1° 35′ 59″ E / 41.228811°N,1.599692°E | IPA-41506     | Carregueu una nova foto d'aquest monument |
| Barraca del Fondo del Cego                           | BCIL 2011   | Obra popular XVIII-XX                    | Calafell Fondo del Cego                                                                 | 41° 13′ 27″ N, 1° 35′ 52″ E / 41.224102°N,1.597864°E | IPA-41507     | Carregueu una nova foto d'aquest monument |
| Barraca del Fondo del Tallaferro                     | BCIL 2011   | Obra popular XVIII-XX                    | Calafell Golf de la Graiera, muntanya del Roig                                          | 41° 13′ 46″ N, 1° 34′ 52″ E / 41.229354°N,1.580973°E | IPA-41508     | Carregueu una nova foto d'aquest monument |
| Barraca del Mas de l'Espasa                          | BCIL 2011   | Obra popular XVIII-XX                    | Calafell Polígon 9, parcel·la 57                                                        | 41° 12′ 31″ N, 1° 35′ 03″ E / 41.208677°N,1.584175°E | IPA-41509     | Barraca del Mas de l'Espasa (Calafell) · Modifica el valor a Wikidata · Carregueu una nova foto d'aquest monument                              |
| Barraca del Mas d'en Vives 1                         | BCIL 2011   | Obra popular XVIII-XX                    | Calafell Polígon 7, parcel·la 97                                                        | 41° 11′ 49″ N, 1° 35′ 03″ E / 41.196912°N,1.584039°E | IPA-41510     | Barraca del Mas d'en Vives 1 (Calafell) · Modifica el valor a Wikidata · Carregueu una nova foto d'aquest monument                             |
| Barraca del Mas d'en Vives 2                         | BCIL 2011   | Obra popular XVIII-XX                    | Calafell Polígon 7, parcel·la 82                                                        | 41° 12′ 06″ N, 1° 35′ 13″ E / 41.201782°N,1.587076°E | IPA-41511     | Carregueu una nova foto d'aquest monument |
| Barraca del torrent de la Cobertera                  | BCIL 2011   | Obra popular XVIII-XX                    | Calafell Polígon 2, parcel·la 52                                                        | 41° 12′ 58″ N, 1° 34′ 22″ E / 41.21609°N,1.572843°E  | IPA-41512     | Barraca del torrent de la Cobertera (Calafell) · Vegeu més fotos d'aquest monument · Carregueu una nova foto d'aquest monument                 |
| Barracó, escala i dipòsit d'aigua de la Guerra Civil | BCIL 2011   | Obra popular XX                          | Calafell Camí rural des del carrer Horta, 35-37                                         | 41° 11′ 42″ N, 1° 34′ 45″ E / 41.195072°N,1.579191°E | IPA-41513     | Carregueu una nova foto d'aquest monument |
| Bòbila de Bellamar                                   | BCIL 2011   | Obra popular XX                          | Calafell Ctra. de Barcelona                                                             | 41° 11′ 28″ N, 1° 34′ 43″ E / 41.190996°N,1.578686°E | IPA-41514     | Bòbila de Bellamar (Calafell) · Vegeu més fotos d'aquest monument · Carregueu una nova foto d'aquest monument                                  |
| Botiga de pescadors 2                                | BCIL 2011   | Obra popular XVIII                       | Calafell Pg. Marítim Sant Joan de Déu, 4, Calafell Platja                               | 41° 11′ 11″ N, 1° 34′ 03″ E / 41.186516°N,1.567592°E | IPA-41515     | Botiga de pescadors 2 (Calafell) · Vegeu més fotos d'aquest monument · Carregueu una nova foto d'aquest monument                               |
| Botiga de pescadors 3                                | BCIL 2011   | Obra popular XIX                         | Calafell Pg. Marítim Sant Joan de Déu, 17, Calafell Platja                              | 41° 11′ 12″ N, 1° 34′ 06″ E / 41.186631°N,1.568433°E | IPA-41516     | Botiga de pescadors 3 (Calafell) · Vegeu més fotos d'aquest monument · Carregueu una nova foto d'aquest monument                               |
| Ca la Barana                                         | BCIL 2011   | Obra popular XVIII-XIX                   | Calafell C. de l'Aire, 1                                                                | 41° 12′ 06″ N, 1° 34′ 05″ E / 41.201635°N,1.567923°E | IPA-41517     | Ca la Barana (Calafell) · Vegeu més fotos d'aquest monument · Carregueu una nova foto d'aquest monument                                        |
| Ca la Constància, Cal Gilet                          | BCIL 2011   | Obra popular XVIII                       | Calafell C. de l'Església, 10                                                           | 41° 12′ 04″ N, 1° 34′ 09″ E / 41.201187°N,1.569036°E | IPA-41518     | Ca la Constància (Calafell) · Vegeu més fotos d'aquest monument · Carregueu una nova foto d'aquest monument                                    |
| Ca la Marieta de les Monges                          | BCIL 2011   | XIX                                      | Calafell C. Principal, 36                                                               | 41° 12′ 00″ N, 1° 34′ 08″ E / 41.199983°N,1.568758°E | IPA-41519     | Ca la Marieta de les Monges (Calafell) · Vegeu més fotos d'aquest monument · Carregueu una nova foto d'aquest monument                         |
| Ca la Pauleta                                        | BCIL 2011   | XIX-XX                                   | Calafell C. Major, 9                                                                    | 41° 12′ 06″ N, 1° 34′ 09″ E / 41.201769°N,1.569223°E | IPA-41520     | Ca la Pauleta (Calafell) · Vegeu més fotos d'aquest monument · Carregueu una nova foto d'aquest monument                                       |
| Ca la Toni                                           | BCIL 2011   | XIX                                      | Calafell C. Principal, 51                                                               | 41° 11′ 57″ N, 1° 34′ 10″ E / 41.199254°N,1.569473°E | IPA-41521     | Ca la Toni (Calafell) · Vegeu més fotos d'aquest monument · Carregueu una nova foto d'aquest monument                                          |
| Ca l'Andresito, Cal Morató                           | BCIL 2011   | Obra popular XVIII                       | Calafell C. de l'Església, 14                                                           | 41° 12′ 04″ N, 1° 34′ 08″ E / 41.201071°N,1.568976°E | IPA-41522     | Ca l'Andresito (Calafell) · Vegeu més fotos d'aquest monument · Carregueu una nova foto d'aquest monument                                      |
| Ca l'Ardet                                           | BCIL 2011   | Obra popular XVIII                       | Calafell C. Major, 1 - c. de l'Aire                                                     | 41° 12′ 06″ N, 1° 34′ 08″ E / 41.201716°N,1.568932°E | IPA-41523     | Ca l'Ardet (Calafell) · Vegeu més fotos d'aquest monument · Carregueu una nova foto d'aquest monument                                          |
| Ca l'Espinya                                         | BCIL 2011   | Obra popular XVIII                       | Calafell C. de les Penyes, 5                                                            | 41° 12′ 05″ N, 1° 34′ 07″ E / 41.201274°N,1.568655°E | IPA-41524     | Ca l'Espinya (Calafell) · Vegeu més fotos d'aquest monument · Carregueu una nova foto d'aquest monument                                        |
| Cal Batalla                                          | BCIL 2011   | Obra popular XIX                         | Calafell C. Principal, 30 - c. Barceloneta                                              | 41° 12′ 00″ N, 1° 34′ 07″ E / 41.200127°N,1.568662°E | IPA-41525     | Cal Batalla (Calafell) · Vegeu més fotos d'aquest monument · Carregueu una nova foto d'aquest monument                                         |
| Cal Bo                                               | BCIL 2011   | Obra popular XIX                         | Calafell C. de la Barceloneta, 1 - c. Torredembarra                                     | 41° 12′ 02″ N, 1° 34′ 05″ E / 41.200487°N,1.567985°E | IPA-41526     | Cal Bo (Calafell) · Vegeu més fotos d'aquest monument · Carregueu una nova foto d'aquest monument                                              |
| Cal Capot                                            | BCIL 2011   | Obra popular XIX, XX                     | Calafell C. de les Penyes, 2 - ptge. del Castell                                        | 41° 12′ 04″ N, 1° 34′ 06″ E / 41.201062°N,1.568257°E | IPA-41528     | Cal Capot (Calafell) · Vegeu més fotos d'aquest monument · Carregueu una nova foto d'aquest monument                                           |
| Cal Carnisser Nou                                    | BCIL 2011   | Obra popular XIX                         | Calafell C. Principal, 34 - c. Barceloneta                                              | 41° 12′ 00″ N, 1° 34′ 07″ E / 41.200037°N,1.568725°E | IPA-41529     | Cal Carnisser Nou (Calafell) · Vegeu més fotos d'aquest monument · Carregueu una nova foto d'aquest monument                                   |
| Cal Casas                                            | BCIL 2011   | Obra popular XX                          | Calafell Pg. Marítim de Sant Joan de Déu, 88-89 - ptge. de Sant Antoni                  | 41° 11′ 14″ N, 1° 34′ 28″ E / 41.187294°N,1.574495°E | IPA-41530     | Cal Casas (Calafell) · Vegeu més fotos d'aquest monument · Carregueu una nova foto d'aquest monument                                           |
| Cal Foriscat                                         | BCIL 2011   | Obra popular XIX                         | Calafell C. Major, 6 - pl. de la Constitució                                            | 41° 12′ 06″ N, 1° 34′ 10″ E / 41.201672°N,1.569444°E | IPA-41532     | Cal Foriscat (Calafell) · Vegeu més fotos d'aquest monument · Carregueu una nova foto d'aquest monument                                        |
| Cal Llagostera 1                                     | BCIL 2011   | Obra popular Medieval, XIX, XX           | Calafell C. Major, 2 - c. de les Penyes                                                 | 41° 12′ 06″ N, 1° 34′ 08″ E / 41.201679°N,1.568829°E | IPA-41536     | Cal Llagostera 1 (Calafell) · Vegeu més fotos d'aquest monument · Carregueu una nova foto d'aquest monument                                    |
| Cal Llagostera 2                                     | BCIL 2011   | Obra popular XVI-XVIII                   | Calafell C. de les Penyes, 9                                                            | 41° 12′ 05″ N, 1° 34′ 07″ E / 41.201468°N,1.568745°E | IPA-41537     | Cal Llagostera 2 (Calafell) · Vegeu més fotos d'aquest monument · Carregueu una nova foto d'aquest monument                                    |
| Cal Macià                                            | BCIL 2011   | Obra popular XIX, XX                     | Calafell C. Major, 7                                                                    | 41° 12′ 06″ N, 1° 34′ 09″ E / 41.201754°N,1.569179°E | IPA-41538     | Cal Macià (Calafell) · Vegeu més fotos d'aquest monument · Carregueu una nova foto d'aquest monument                                           |
| Cal Magem                                            | BCIL 2011   | Noucentisme XX                           | Calafell C. Montserrat, 33                                                              | 41° 11′ 19″ N, 1° 34′ 19″ E / 41.188501°N,1.572031°E | IPA-41539     | Cal Magem (Calafell) · Vegeu més fotos d'aquest monument · Carregueu una nova foto d'aquest monument                                           |
| Cal Magí                                             | BCIL 2011   | Obra popular XVIII, XIX, XX              | Calafell C. del Mar, 19 - c. dels Martiris                                              | 41° 11′ 54″ N, 1° 34′ 09″ E / 41.198413°N,1.569056°E | IPA-41540     | Cal Magí (Calafell) · Vegeu més fotos d'aquest monument · Carregueu una nova foto d'aquest monument                                            |
| Cal Mas de l'Espasa                                  | BCIL 2011   | Obra popular XVII-XVIII                  | Calafell C. de l'Aire, 3                                                                | 41° 12′ 07″ N, 1° 34′ 05″ E / 41.201901°N,1.568177°E | IPA-41541     | Cal Mas de l'Espasa (Calafell) · Vegeu més fotos d'aquest monument · Carregueu una nova foto d'aquest monument                                 |
| Cal Panxo                                            | BCIL 2011   | Obra popular XVIII-XIX, XX               | Calafell C. del Mar, 16                                                                 | 41° 11′ 55″ N, 1° 34′ 08″ E / 41.198729°N,1.569007°E | IPA-41556     | Cal Panxo (Calafell) · Vegeu més fotos d'aquest monument · Carregueu una nova foto d'aquest monument                                           |
| Cal Pau de Fora                                      | BCIL 2011   | Obra popular XIX                         | Calafell C. de l'Església, 12                                                           | 41° 12′ 04″ N, 1° 34′ 08″ E / 41.201126°N,1.569004°E | IPA-41557     | Cal Pau de Fora (Calafell) · Vegeu més fotos d'aquest monument · Carregueu una nova foto d'aquest monument                                     |
| Cal Robusté                                          | BCIL 2011   | Obra popular XVIII-XIX                   | Calafell C. Principal, 8                                                                | 41° 12′ 04″ N, 1° 34′ 05″ E / 41.201006°N,1.568055°E | IPA-41559     | Cal Robusté (Calafell) · Vegeu més fotos d'aquest monument · Carregueu una nova foto d'aquest monument                                         |
| Cal Romeu                                            | BCIL 2011   | Obra popular XVIII-XIX                   | Calafell C. Torredembarra, 2                                                            | 41° 12′ 03″ N, 1° 34′ 05″ E / 41.200717°N,1.568143°E | IPA-41564     | Cal Romeu (Calafell) · Vegeu més fotos d'aquest monument · Carregueu una nova foto d'aquest monument                                           |
| Cal Rovira                                           | BCIL 2011   | Obra popular XVIII, XX                   | Calafell C. de les Penyes, 1                                                            | 41° 12′ 03″ N, 1° 34′ 06″ E / 41.200920°N,1.568449°E | IPA-41565     | Cal Rovira (Calafell) · Vegeu més fotos d'aquest monument · Carregueu una nova foto d'aquest monument                                          |
| Cal Rovirosa                                         | BCIL 2011   | Eclecticisme XIX                         | Calafell C. Principal, 49 - c. de Jesús                                                 | 41° 11′ 58″ N, 1° 34′ 10″ E / 41.199312°N,1.569405°E | IPA-41573     | Cal Rovirosa (Calafell) · Vegeu més fotos d'aquest monument · Carregueu una nova foto d'aquest monument                                        |
| Cal Sec del Mas                                      | BCIL 2011   | Obra popular XIX-XX                      | Calafell C. de l'Església, 17                                                           | 41° 12′ 04″ N, 1° 34′ 08″ E / 41.201030°N,1.568991°E | IPA-41577     | Cal Sec del Mas (Calafell) · Vegeu més fotos d'aquest monument · Carregueu una nova foto d'aquest monument                                     |
| Cal Sense                                            | BCIL 2011   | Obra popular XVIII-XIX                   | Calafell Pl. de la Constitució, 5 - c. Major                                            | 41° 12′ 06″ N, 1° 34′ 09″ E / 41.201592°N,1.569214°E | IPA-41578     | Cal Sense (Calafell) · Vegeu més fotos d'aquest monument · Carregueu una nova foto d'aquest monument                                           |
| Cal Solé                                             | BCIL 2011   | Obra popular XVIII, XX                   | Calafell C. de l'Església, 8                                                            | 41° 12′ 05″ N, 1° 34′ 09″ E / 41.201267°N,1.569066°E | IPA-41579     | Cal Solé (Calafell) · Vegeu més fotos d'aquest monument · Carregueu una nova foto d'aquest monument                                            |
| Cal Soleret                                          | BCIL 2011   | Obra popular, gòtic tardà XVI, XX        | Calafell C. Major, 5                                                                    | 41° 12′ 06″ N, 1° 34′ 09″ E / 41.201740°N,1.569130°E | IPA-41580     | Cal Soleret (Calafell) · Vegeu més fotos d'aquest monument · Carregueu una nova foto d'aquest monument                                         |
| Cal Submarino, la Casa Nova                          | BCIL 2011   | Noucentisme XX                           | Calafell C. Sant Pere, 14                                                               | 41° 11′ 14″ N, 1° 34′ 11″ E / 41.187287°N,1.569589°E | IPA-41581     | Cal Submarino (Calafell) · Vegeu més fotos d'aquest monument · Carregueu una nova foto d'aquest monument                                       |
| Cal Suís, Cal Pinyol                                 | BCIL 2011   | Obra popular XVIII                       | Calafell C. de les Penyes, 3                                                            | 41° 12′ 04″ N, 1° 34′ 08″ E / 41.201158°N,1.568770°E | IPA-41582     | Cal Suís (Calafell) · Vegeu més fotos d'aquest monument · Carregueu una nova foto d'aquest monument                                            |
| Cal Tallaret                                         | BCIL 2011   | Obra popular Medieval, XX-XXI            | Calafell Prolongament del carrer Major, 3                                               | 41° 12′ 06″ N, 1° 34′ 09″ E / 41.201751°N,1.569063°E | IPA-41583     | Carregueu una nova foto d'aquest monument |
| Cal Wenceslao                                        | BCIL 2011   | Obra popular XIX                         | Calafell C. Principal, 28                                                               | 41° 12′ 01″ N, 1° 34′ 07″ E / 41.200219°N,1.568602°E | IPA-41585     | Cal Wenceslao (Calafell) · Vegeu més fotos d'aquest monument · Carregueu una nova foto d'aquest monument                                       |
| Cal Xalamó                                           | BCIL 2011   | Obra popular XX                          | Calafell C. Joan Miró, 1 - c. Jesús                                                     | 41° 11′ 57″ N, 1° 34′ 10″ E / 41.199209°N,1.569558°E | IPA-41586     | Cal Xalamó (Calafell) · Vegeu més fotos d'aquest monument · Carregueu una nova foto d'aquest monument                                          |
| Habitatge al carrer Montserrat, 31                   | BCIL 2011   | Noucentisme XX                           | Calafell C. Montserrat, 31                                                              | 41° 11′ 18″ N, 1° 34′ 19″ E / 41.188439°N,1.572054°E | IPA-41587     | Habitatge al carrer Montserrat, 31 (Calafell) · Vegeu més fotos d'aquest monument · Carregueu una nova foto d'aquest monument                  |
| Habitatge al carrer Principal, 22                    | BCIL 2011   | XIX, XX                                  | Calafell C. Principal, 22                                                               | 41° 12′ 01″ N, 1° 34′ 07″ E / 41.200415°N,1.568498°E | IPA-41588     | Habitatge al carrer Principal, 22 (Calafell) · Vegeu més fotos d'aquest monument · Carregueu una nova foto d'aquest monument                   |
| Habitatge al carrer Principal, 6                     | BCIL 2011   | Obra popular XIX                         | Calafell C. Principal, 6-6bis                                                           | 41° 12′ 04″ N, 1° 34′ 05″ E / 41.201077°N,1.567966°E | IPA-41615     | Habitatge al carrer Principal, 6 (Calafell) · Vegeu més fotos d'aquest monument · Carregueu una nova foto d'aquest monument                    |
| Habitatge al carrer Principal, 1                     | BCIL 2011   | Obra popular XIX, XX                     | Calafell C. Principal, 1                                                                | 41° 12′ 05″ N, 1° 34′ 04″ E / 41.201328°N,1.567862°E | IPA-41616     | Habitatge al carrer Principal, 1 (Calafell) · Vegeu més fotos d'aquest monument · Carregueu una nova foto d'aquest monument                    |
| Habitatge al carrer Principal, 3                     | BCIL 2011   | Obra popular XIX, XX                     | Calafell C. Principal, 3                                                                | 41° 12′ 05″ N, 1° 34′ 04″ E / 41.201263°N,1.567869°E | IPA-41617     | Habitatge al carrer Principal, 3 (Calafell) · Vegeu més fotos d'aquest monument · Carregueu una nova foto d'aquest monument                    |
| Habitatge al passatge del Castell, 1-4               | BCIL 2011   | Obra popular XVIII-XIX, XX               | Calafell Ptge. del Castell, 1-4                                                         | 41° 12′ 04″ N, 1° 34′ 07″ E / 41.201155°N,1.568478°E | IPA-41618     | Habitatge al passatge del Castell, 1-4 (Calafell) · Vegeu més fotos d'aquest monument · Carregueu una nova foto d'aquest monument              |
| Casa al carrer de les Penyes, 7                      | BCIL 2011   | Obra popular XVIII                       | Calafell C. de les Penyes, 7                                                            | 41° 12′ 05″ N, 1° 34′ 07″ E / 41.201460°N,1.568684°E | IPA-41619     | Casa al carrer de les Penyes, 7 (Calafell) · Vegeu més fotos d'aquest monument · Carregueu una nova foto d'aquest monument                     |
| Habitatge al carrer de les Penyes, 11                | BCIL 2011   | Obra popular XVIII, XX                   | Calafell C. de les Penyes, 11                                                           | 41° 12′ 06″ N, 1° 34′ 08″ E / 41.201558°N,1.568766°E | IPA-41620     | Habitatge al carrer de les Penyes, 11 (Calafell) · Vegeu més fotos d'aquest monument · Carregueu una nova foto d'aquest monument               |
| Habitatge al carrer de les Penyes, 22                | BCIL 2011   | Obra popular XVIII, XX                   | Calafell C. de les Penyes, 22                                                           | 41° 12′ 05″ N, 1° 34′ 07″ E / 41.201356°N,1.568722°E | IPA-41621     | Habitatge al carrer de les Penyes, 22 (Calafell) · Vegeu més fotos d'aquest monument · Carregueu una nova foto d'aquest monument               |
| Habitatge al carrer de la Barceloneta, 21            | BCIL 2011   | Obra popular XVIII                       | Calafell C. de la Barceloneta, 21                                                       | 41° 12′ 01″ N, 1° 34′ 05″ E / 41.200416°N,1.568039°E | IPA-41622     | Habitatge al carrer de la Barceloneta, 21 (Calafell) · Vegeu més fotos d'aquest monument · Carregueu una nova foto d'aquest monument           |
| Casa del Lleó                                        | BCIL 2011   | XX                                       | Calafell C. Vilamar, 63                                                                 | 41° 11′ 16″ N, 1° 34′ 22″ E / 41.187884°N,1.572864°E | IPA-41623     | Casa del Lleó (Calafell) · Vegeu més fotos d'aquest monument · Carregueu una nova foto d'aquest monument                                       |
| Celler del Barber                                    | BCIL 2011   | Obra popular XX                          | Calafell Rbla. de Mossèn Jaume Tobella                                                  | 41° 11′ 54″ N, 1° 34′ 04″ E / 41.198465°N,1.567875°E | IPA-41624     | Carregueu una nova foto d'aquest monument |
| Cisterna de la plana de Cal Borrell                  | BCIL 2011   | Obra popular XVIII-XX                    | Calafell Poligon 3, parcel·la 28                                                        |                                                      | IPA-41625     | Carregueu una nova foto d'aquest monument |
| Confraria de Pescadors                               | BCIL 2011   | Obra popular XX                          | Calafell Av. Sant Joan de Déu                                                           | 41° 11′ 12″ N, 1° 34′ 11″ E / 41.186736°N,1.569846°E | IPA-41626     | Confraria de Pescadors (Calafell) · Vegeu més fotos d'aquest monument · Carregueu una nova foto d'aquest monument                              |
| Discoteca Louie Vega                                 | BCIL 2011   | Darreres tendències XX                   | Calafell Ctra. de Barcelona                                                             | 41° 11′ 27″ N, 1° 34′ 59″ E / 41.190926°N,1.583116°E | IPA-41628     | Carregueu una nova foto d'aquest monument |
| Edifici de la Presó                                  | BCIL 2011   | Obra popular XIX                         | Calafell Pl. de la Constitució, 6                                                       | 41° 12′ 06″ N, 1° 34′ 09″ E / 41.201607°N,1.569293°E | IPA-41629     | Edifici de la Presó (Calafell) · Vegeu més fotos d'aquest monument · Carregueu una nova foto d'aquest monument                                 |
| Edifici de les dependències municipals de la platja  | BCIL 2011   | Darreres tendències XX                   | Calafell C. Sant Pere, 31-33                                                            | 41° 11′ 17″ N, 1° 34′ 09″ E / 41.188069°N,1.569285°E | IPA-41630     | Edifici de les dependències municipals de la platja (Calafell) · Vegeu més fotos d'aquest monument · Carregueu una nova foto d'aquest monument |
| Edifici de Vidre                                     | BCIL 2011   | Darreres tendències XX                   | Calafell Av. de la Generalitat, 1-3 - c. Villarroel - pl. de les Eres - av. de la Sínia | 41° 11′ 50″ N, 1° 34′ 19″ E / 41.197323°N,1.571814°E | IPA-41632     | Edifici de Vidre (Calafell) · Vegeu més fotos d'aquest monument · Carregueu una nova foto d'aquest monument                                    |
| Edifici del Cens                                     | BCIL 2011   | Obra popular XVIII, XX                   | Calafell C. Major, 4                                                                    | 41° 12′ 06″ N, 1° 34′ 09″ E / 41.201716°N,1.569136°E | IPA-41640     | Edifici del Cens (Calafell) · Vegeu més fotos d'aquest monument · Carregueu una nova foto d'aquest monument                                    |
| Edifici de la recepció de visitants del castell      | BCIL 2011   | Obra popular XVIII, XX                   | Calafell C. Penyes, 7                                                                   | 41° 12′ 05″ N, 1° 34′ 07″ E / 41.201432°N,1.568670°E | IPA-41641     | Edifici de la recepció de visitants del castell (Calafell) · Vegeu més fotos d'aquest monument · Carregueu una nova foto d'aquest monument     |
| Edifici Marbore                                      | BCIL 2011   | Darreres tendències XX                   | Calafell C. Andorra, 2                                                                  | 41° 11′ 36″ N, 1° 36′ 03″ E / 41.193272°N,1.600940°E | IPA-41653     | Edifici Marbore (Calafell) · Vegeu més fotos d'aquest monument · Carregueu una nova foto d'aquest monument                                     |
| Els Cups                                             | BCIL 2011   | Obra popular XVIII                       | Calafell C. Principal, 5                                                                | 41° 12′ 04″ N, 1° 34′ 05″ E / 41.201098°N,1.568000°E | IPA-41654     | Els Cups (Calafell) · Vegeu més fotos d'aquest monument · Carregueu una nova foto d'aquest monument                                            |
| Estació de ferrocarril                               | BCIL 2011   | Eclecticisme, arquitectura del ferro XIX | Calafell Pl. de l'Estació, 3                                                            | 41° 11′ 23″ N, 1° 34′ 30″ E / 41.189606°N,1.574893°E | IPA-41656     | Estació de ferrocarril (Calafell) · Vegeu més fotos d'aquest monument · Carregueu una nova foto d'aquest monument                              |
| Masia de Cal Perotet                                 |             | Obra popular                             | Calafell C. de la Rosa, 39 (enderrocada)                                                |                                                      | IPA-41672     | Carregueu una nova foto d'aquest monument |
| Masia de Cal Seixanta                                | BCIL 2011   |                                          | Calafell                                                                                | 41° 13′ 27″ N, 1° 35′ 38″ E / 41.224226°N,1.593907°E | IPA-41673     | Carregueu una nova foto d'aquest monument |
| Masia de la Font                                     | BCIL 2011   | Obra popular XVIII-XX                    | Calafell C. Baix Penedès, 86                                                            | 41° 12′ 16″ N, 1° 33′ 45″ E / 41.204340°N,1.562451°E | IPA-41674     | Carregueu una nova foto d'aquest monument |
| Pedrera del Mas de l'Espasa                          | BCIL 2011   | Obra popular XV-XX                       | Calafell Muntanya de l'Escarnosa                                                        | 41° 12′ 28″ N, 1° 34′ 54″ E / 41.207859°N,1.581553°E | IPA-41675     | Pedrera del Mas de l'Espasa (Calafell) · Modifica el valor a Wikidata · Carregueu una nova foto d'aquest monument                              |
| Vil·la Teresa                                        | BCIL 2011   | Noucentisme XX                           | Calafell C. Pintor Mir, 12 - c. Vilamar                                                 | 41° 11′ 18″ N, 1° 34′ 38″ E / 41.188288°N,1.577310°E | IPA-41676     | Vil·la Teresa (Calafell) · Vegeu més fotos d'aquest monument · Carregueu una nova foto d'aquest monument                                       |
| Xalet a la rambla de la Costa Daurada, 3             | BCIL 2011   | Noucentisme XX                           | Calafell Rbla. de la Costa Daurada, 3 - c. Vilamar                                      | 41° 11′ 18″ N, 1° 34′ 40″ E / 41.188424°N,1.577895°E | IPA-41677     | Xalet a la rambla de la Costa Daurada, 3 (Calafell) · Vegeu més fotos d'aquest monument · Carregueu una nova foto d'aquest monument            |
| Xalet a la rambla de la Costa Daurada, 5             | BCIL 2011   | Noucentisme XX                           | Calafell Rbla. de la Costa Daurada, 5                                                   | 41° 11′ 19″ N, 1° 34′ 41″ E / 41.188640°N,1.577958°E | IPA-41678     | Xalet a la rambla de la Costa Daurada, 5 (Calafell) · Vegeu més fotos d'aquest monument · Carregueu una nova foto d'aquest monument            |
| Xalet a la rambla de la Costa Daurada, 11-13         | BCIL 2011   | Darreres tendències XX                   | Calafell Rbla. de la Costa Daurada, 11-13                                               | 41° 11′ 21″ N, 1° 34′ 40″ E / 41.189097°N,1.577882°E | IPA-41679     | Xalet a la rambla de la Costa Daurada, 11-13 (Calafell) · Vegeu més fotos d'aquest monument · Carregueu una nova foto d'aquest monument        |
| Xalet a l'avinguda de França, 27-29                  | BCIL 2011   | Darreres tendències XX                   | Calafell Av. de França, 27-29                                                           | 41° 11′ 39″ N, 1° 35′ 46″ E / 41.194080°N,1.596171°E | IPA-41680     | Xalet a l'avinguda de França, 27-29 (Calafell) · Carregueu una nova foto d'aquest monument                                                     |
| Xalet a l'avinguda de França, 30                     | BCIL 2011   | Moviment modern XX                       | Calafell Av. de França, 30                                                              | 41° 11′ 40″ N, 1° 35′ 48″ E / 41.194454°N,1.596547°E | IPA-41681     | Xalet a l'avinguda de França, 30 (Calafell) · Vegeu més fotos d'aquest monument · Carregueu una nova foto d'aquest monument                    |
| Xalet al carrer Grècia, 12                           | BCIL 2011   | Darreres tendències XX                   | Calafell C. Grècia, 12                                                                  | 41° 11′ 42″ N, 1° 36′ 02″ E / 41.195055°N,1.600641°E | IPA-41682     | Xalet al carrer Grècia, 12 (Calafell) · Vegeu més fotos d'aquest monument · Carregueu una nova foto d'aquest monument                          |
| Barraca del Pi de l'Àliga                            | BCIL 2011   | Obra popular XVIII-XX                    | Calafell Polígon 9, parcel·la 50                                                        | 41° 12′ 11″ N, 1° 34′ 58″ E / 41.203096°N,1.582698°E | IPA-41683     | Barraca del Pi de l'Àliga (Calafell) · Modifica el valor a Wikidata · Carregueu una nova foto d'aquest monument                                |